# Øster Hæsinge Sogn
Øster Hæsinge Sogn er et sogn i Fåborg Provsti (Fyens Stift).
I 1800-tallet var Hillerslev Sogn anneks til Øster Hæsinge Sogn. Begge sogne hørte til Sallinge Herred i Svendborg Amt. Trods annekteringen var de to selvstændige sognekommuner. Ved kommunalreformen i 1970 blev Øster Hæsinge indlemmet i Faaborg Kommune, og Hillerslev blev indlemmet i Ringe Kommune. Ved strukturreformen i 2007 indgik begge disse storkommuner i Faaborg-Midtfyn Kommune.
I Øster Hæsinge Sogn ligger Øster Hæsinge Kirke.
I sognet findes følgende autoriserede stednavne:
- Arreskov (ejerlav, landbrugsejendom)
- Gammelskov (areal, bebyggelse)
- Kistrup Skovhuse (bebyggelse)
- Ravnehuse (bebyggelse)
- Øster Hæsinge (bebyggelse, ejerlav)
- Åbylund (bebyggelse)